# Arte drag

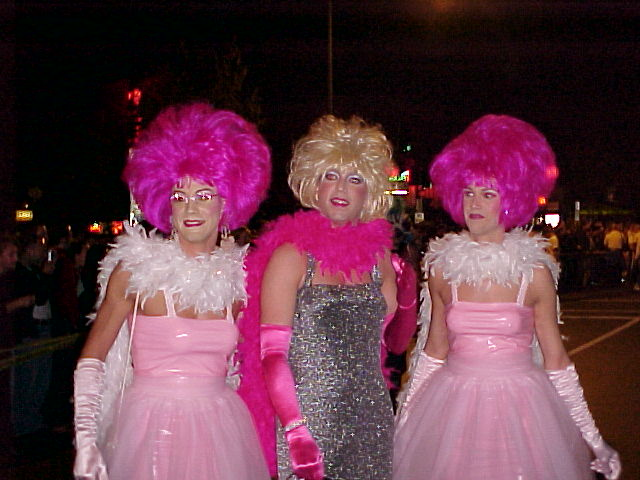
Participantes da High Heel Drag Race em Washington, DC

A arte drag se refere à performance da masculinidade, feminilidade ou outras formas de expressão de gênero, frequentemente exagerando nos aspectos de gênero e seus papéis para fins de entretenimento. Uma drag queen é alguém (geralmente homem) que performa a feminilidade, um drag king é alguém (geralmente mulher) que performa a masculinidade e drag queer é alguém que performa uma androginia ou uma neutralidade de gênero.

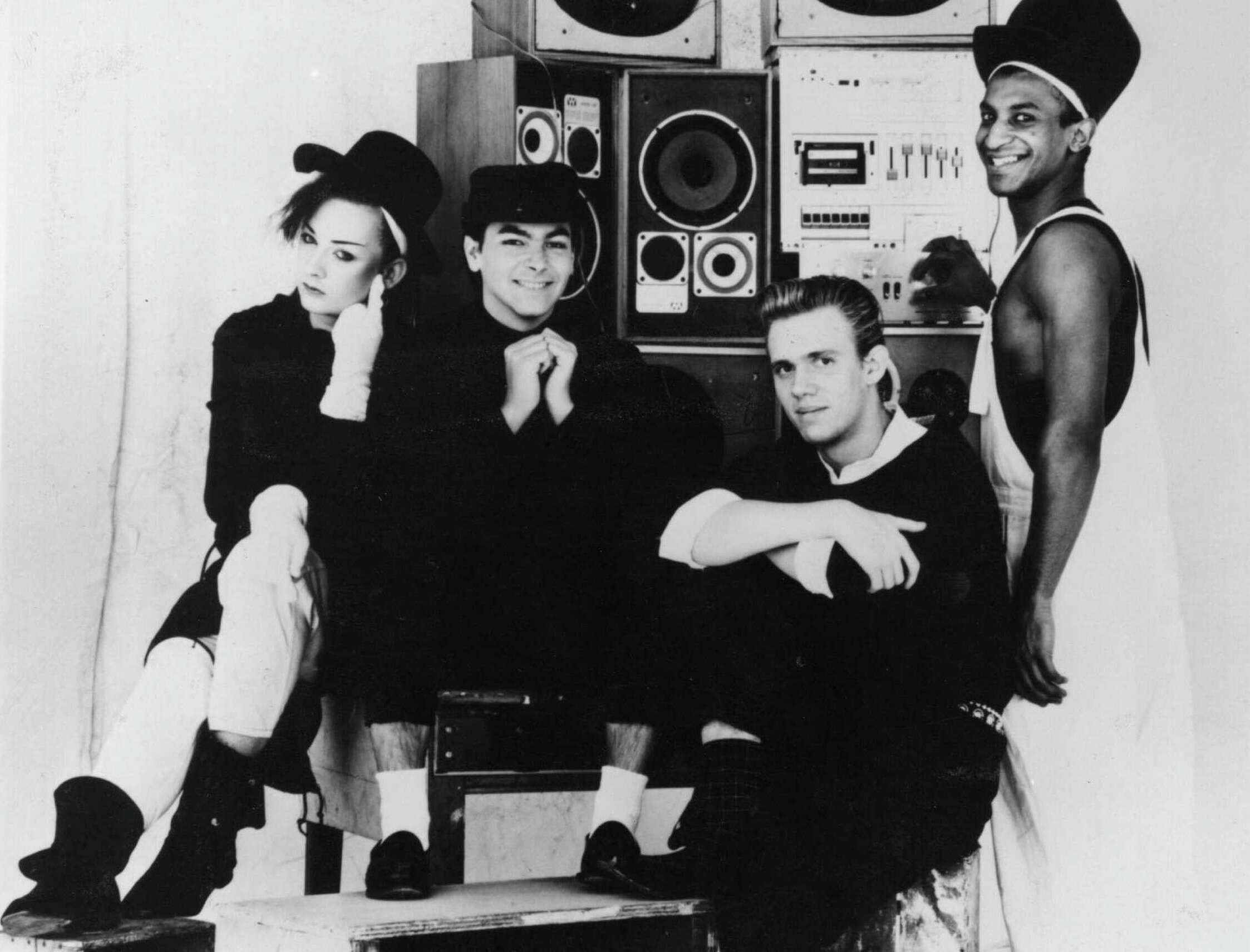
Culture Club em 1983. À esquerda na foto, Boy George,o famoso vocalista drag queen do grupo

O termo "drag" pode ser usado como substantivo, como na expressão drag, ou como adjetivo, como em show drag. O uso com tal sentido apareceu na mídia impressa em 1870, mas sua origem é incerta. Uma raiz etimológica sugerida é a gíria do teatro do século XIX, a partir da sensação de longas saias arrastando no chão. Noutro caminho, pode ter sido baseado no termo "grand rag", que historicamente foi usado para um baile de máscaras. Outra sugestão é que o termo significava dressed as a girl.